# Мера разнообразия
Мера разнообразия (также индекс разнообразия) — безразмерный показатель, применяемый в биологии для определения степени равномерности распределения признаков объектов выборки. Двойственным понятием для разнообразия является понятие однородности или концентрации. Меры разнообразия являются унарными мерами близости.
Меры разнообразия имеет смысл использовать исключительно для оценки инвентаризационного разнообразия, то есть разнообразия внутри объекта. По-видимому, первой мерой разнообразия, использованной в биологии, был индекс Шеннона, адаптированный Робертом Макартуром для исследования пищевых сетей:
где {\displaystyle p_{i}={x_{i} \over \sum _{i=1}^{n}x_{i}}} и соответствуют числу признаков (например, особей) определённого объекта (например, вида) в выборке (например, в сообществе). Теоретически Н-функция принимает максимальное значение тогда, когда имеет место полная выравненность распределения {\displaystyle \log _{2}N}, что соответствует наибольшему разнообразию системы (N — общее число объектов (например, видов в сообществе)), а минимальное равно 0. Иногда, чтобы избавиться от непривычной для биолога единицы измерения «бит», производят нормировку индекса, например так: {\displaystyle {H \over H_{max}}}. Есть мнение, что индекс Шеннона придаёт большее значение редким видам, чем другие индексы. К примеру для орнитофауны сосново-берёзовых лесов южной тайги Урала значение индекса Шеннона составляет от 2,6 до 3. Различные меры разнообразия были известны и до работ Шеннона.

## Параметрические семейства мер разнообразия
Первое обобщение для мер разнообразия было предложено Альфредом Реньи. Формула хорошо известна математикам как формула энтропии Реньи. Если альфа-индекс равен 0 мы получаем {\displaystyle \log _{2}N} (известна как формула Хартли); при значении {\displaystyle \alpha \rightarrow 1} индекс идентичен индексу Шеннона; при значении {\displaystyle \alpha \rightarrow \infty } получаем {\displaystyle \log _{2}{1 \over p_{max}}}, где в знаменателе индекс Бергера-Паркера, который определяется как максимум из всех рассматриваемых долей. Активно обсуждался вопрос какое основание логарифма лучше использовать. Известны примеры использования в биологии логарифмов с основаниями 2, 10, e. От проблемы выбора основания логарифма свободна формула Хилла.
На основе формулы энтропии Реньи М. Хиллом был предложен континуум мер выравненности (evenness) в виде унифицированной формулы, определённой как антилогарифм от энтропии Реньи.
Приведем примеры для некоторых случаев: {\displaystyle R_{0}=N;R_{1}=e^{H};R_{2}={1 \over \sum _{i=1}^{n}p_{i}^{2}}}, где в знаменателе индекс Симпсона. Позднее на основе данной формулы был создан ряд мер: мера Шелдона (Sheldon), мера Хейпа (Heip), мера Алатало (Alatalo), мера Молинари (Molinari) и др. Без привязки к параметрическим семействам используются следующие меры:
- индекс Глизона: {\displaystyle {N \over ln(p_{i})}};
- индекс Маргалефа: {\displaystyle {N-1 \over ln(p_{i})}};
- индекс Менхиника: {\displaystyle {N \over {\sqrt {p}}_{i}}};
- индекс выровненности Пилу (иногда Пиелу или Пиелоу): {\displaystyle {\frac {H}{\log N}}={H \over H_{max}}}. Является по сути нормировкой индекса Шеннона между 0 и 1.

Существуют и другие индексы разнообразия, которые применяют биологи, причём самым простым показателем разнообразия является видовое богатство или число видов.

## Меры однородности (концентрации)
Меры однородности используются значительно реже. Существует семейство мер концентрации ({\displaystyle Q_{\alpha }}) А. Н. Колмогорова. Его меры коэквивалентны мерам семейства Хилла как {\displaystyle R_{\alpha }={1 \over Q_{\alpha }}}.

## Информационные меры разнообразия
Данная группа индексов редко используются по причине сложности вычисления. Наиболее известным индексом этого типа является индекс Бриллюэна. Для биологических исследований впервые использован Рамоном Маргалефом:

## Меры разнообразия на основе дескриптивных множеств
Меры разнообразия на основе дескриптивных множеств были предложены Б. И. Семкиным в 1971 году, а также Р. Л. Акоффом и Фредом Эмери в 1972 году. Например, Б. И. Семкин предложил абсолютную меру разнообразия, основанную на сравнении исследуемого весового множества с эталоном, имеющим максимальное разнообразие: 

где {\displaystyle X_{max}=\left\{x_{i},\mu (X_{i})={1 \over n},i=1,...,n\right\}}, X — весовое множество, разнообразие которого определяется; n — число таксонов.
Также используется нормированная относительная мера разнообразия: